# Giovanni Maurigi
Giovanni Maurigi (Messina, 10 agosto 1823 – Palermo, 31 agosto 1881) è stato un politico, magistrato e avvocato italiano, senatore del Regno d'Italia nella XIII legislatura.
Forse suo, o di un congiunto, il palazzo fatto costruire in via Emerico Amari a Palermo su progetto di Francesco Paolo Palazzotto.
È sepolto nel cimitero dei Cappuccini a Palermo.